# Руденко, Сергей Евсеевич
Сергей Евсеевич Руденко (род. 26 апреля 1956) — украинский промышленный деятель, Герой Украины (2007).

## Биография
Родился 26 апреля 1956 года во Львовской области.
После окончания средней школы поступил Днепропетровский горный институт, который окончил в 1978 году.
После института проходил службу в рядах Советской Армии. Был командиром танковой роты.
С 1986 года работает на шахте «Возрождение» государственного предприятия «Львовуголь», где прошел путь от горняка до начальника участка № 4 по добыче угля. Ныне исполняет обязанности директора шахты.
Награду Героя Украины Руденко получил, работая начальником участка шахты по добыче угля.

## Награды и звания
- Герой Украины (23.08.2007 — за выдающиеся личные заслуги перед Украинским государством в развитии угольной промышленности, достижение стабильно высоких показателей по добыче угля, многолетний самоотверженный шахтерский труд).
- Знак отличия Президента Украины — юбилейная медаль «20 лет независимости Украины» (19 августа 2011 года)[1]
- Заслуженный шахтер Украины.